# 21721 Feiniqu
21721 Feiniqu è un asteroide della fascia principale. Scoperto nel 1999, presenta un'orbita caratterizzata da un semiasse maggiore pari a 2,3164076 UA e da un'eccentricità di 0,1328833, inclinata di 7,09560° rispetto all'eclittica.